# بارغليستوك
بارغليستوك (بالإنجليزية: Bärglistock)‏ هو أحد جبال سلسلة جبال الألب البرنية وجزء من القمة الأم ميتيلورن يقع في كانتون برن، سويسرا. يبلغ ارتفاع الجبل حوالي 3656 متر، بينما يبلغ ارتفاع نتوء الجبل 220 متر.